# 比蒂孔

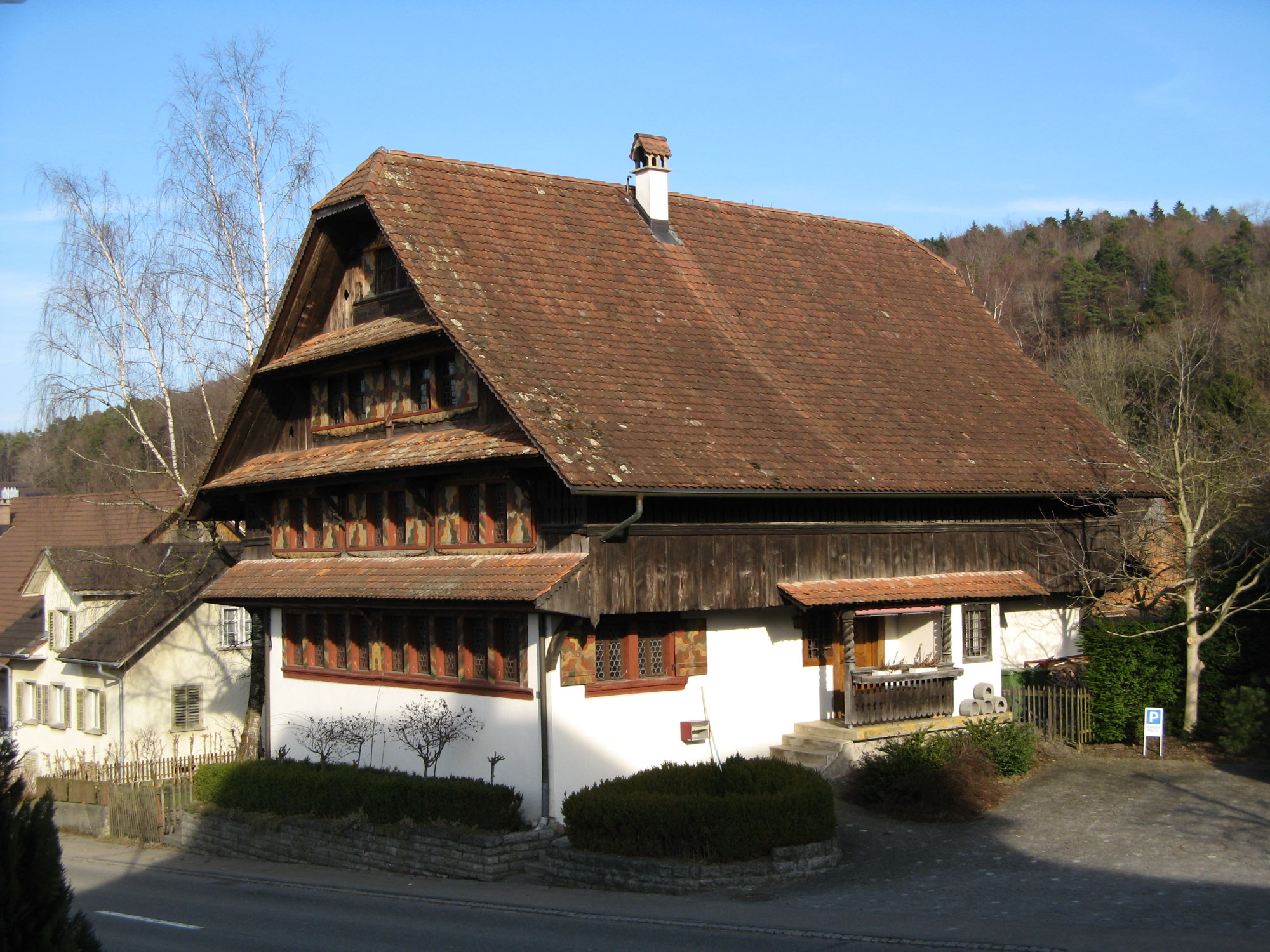

比蒂孔是瑞士的城鎮，位於該國北部，由阿爾高州負責管轄，面積2.82平方公里，海拔高度498米，2012年人口942，六成人口信奉羅馬天主教，人口密度每平方公里334人。